# Барсуковское месторождение
Барсуковское месторождение — находится на территории Пуровского района Ямало-Ненецкого автономного округа в 50 км от города Губкинский.

## Запасы
Извлекаемые запасы нефти составляли 756 тыс. тонн по категории ABC1 на 1 января 2012 г.

## История разработки месторождения
Открыто в 1984 году. Названо в честь Барсукова Алексея Сергеевича — организатора нефтяного строительства в Западной Сибири, руководителя первого строительного главка «Главтюменнефтегазстроя». Разработку месторождения проводит компания ООО «РН-Пурнефтегаз».